# Ирисс, Антуан
Антуан Ири́сс (фр. Antoine Irisse, настоящее имя Абрам Яковлевич И́рис; 18 апреля 1903, Кишинёв, Бессарабская губерния — 10 января 1957, Париж) — французский художник «парижской школы».

## Биография
Родился в Кишинёве, в многодетной семье Янкеля-Иосифа Абрамовича Ириса и его жены Суры Лейзер-Пинхусовны Шервицер. Учился в школе изящных искусств в Кишинёве, затем эмигрировал в Бельгию, где продолжил обучение в Королевской академии изящных искусств в Брюсселе. С 1926 года жил в Париже, посещал академию Гранд-Шомьер. Работая в ателье «Wlérick et Arnold», Ирисс сблизился с Эдуаром Пиньоном и Жоржем Дейе.
Первая персональная выставка состоялась в парижской галерее «Jeune Parque» в 1929 году. В 1931 году прошла выставка в галерее Кати Гранофф, в 1932 году — в галерее «L’Archipel» вместе с Раулем Дюфи, Мане-Кацем, Отоном Фриезом, Пабло Пикассо, Жаном Пуньи, Морисом Утрилло, Морисом де Вламинком. В 1932 году он участвовал в экспозиции на барже «Buccaneer», в 1933 году — в галерее «Galerie des Quatre Chemins», в 1934 году — в галерее «Armand Drouant». В 1936 году Ирисс открыл собственное ателье на Монпарнасе и в том же году женился (его дочь родилась в 1940 году и в том же году он получил наконец французское гражданство). В эти годы начал заниматься керамикой.
В годы Второй мировой войны скрывался в Париже; его мать была депортирована и в 1942 году погибла в Освенциме, отец тоже погиб. После освобождения города присоединился к группе Salon de Mai. Также выставлялся в Salon des indépendants, Salon des Tuileries и Salon d’automne. Крупная персональная выставка Антуана Ирисса прошла в галерее «André Weil» в 1952 году; там же в декабре 1956 года состоялась и его последняя прижизненная экспозиция, которую он уже не смог посетить.
Критики отмечают влияние фовизма в картинах Ирисса. В последние годы жизни склонялся к абстракционизму.

## Семья
- Дочь — кардиолог и физиолог Даниелла Крейтнер (фр. Danielle Kreitner, род. 1940).
- Дядя — Самуил Абрамович Ирис (Шмил Мордхе Ирис; 1886—1960), актёр еврейского театра на идише, мемуарист, переводчик[5].

## Галерея
- Работы 1923—1939 годов Архивная копия от 12 мая 2014 на Wayback Machine
- Работы 1940—1949 годов Архивная копия от 23 сентября 2015 на Wayback Machine
- Работы 1950—1954 годов Архивная копия от 12 мая 2014 на Wayback Machine
- Работы последних лет жизни Архивная копия от 12 мая 2014 на Wayback Machine
- Работы разных лет (разбросаны по всему сборнику)